# Буланов, Сергей Владимирович
Серге́й Влади́мирович Була́нов (род. 16 августа 1947) — советский и российский физик, доктор физико-математических наук (1990), профессор.

## Биография
Окончил МФТИ.
Работал в ФИАН имени П. Н. Лебедева, затем в Институте общей физики им. А. М. Прохорова РАН (Москва), в настоящее время — заслуженный научный сотрудник Института Фотонных Исследований в Киото, Япония и заведующий отделом в ELI-Beamlines в Чешской Республике.
Государственная премия СССР 1982 г. (в составе коллектива) — за цикл работ «Динамика токовых слоёв и солнечная активность» (1966—1980).